# Metamorphosis (Papa Roach-album)
 For alternative betydninger, se Metamorphosis. (Se også artikler, som begynder med Metamorphosis)
Metamorphosis er et album af det californiske rockband Papa Roach. Albummet er udgivet i 2009.

## Trackliste
1. "Days of War"   1:25
2. "Change or Die"   3:19
3. "Hollywood Whore"   3:54
4. "I Almost Told You That I Loved You"   3:12
5. "Lifeline"   4:18
6. "Had Enough"   4:02
7. "Live This Down"   3:36
8. "March Out of the Darkness"   4:22
9. "Into the Light"   3:28
10. "Carry Me"   4:26
11. "Nights of Love"   5:16
12. "State of Emergency"   5:07
13. "Lifeline" (Live from Crüe Fest) 4:08
14. "She Loves Me Not"   3:45
15. "Broken Home"   3:48